# Kiowa-Apacze
Kiowa-Apacze, zwani też Apaczami Prerii – odłam plemienia Apaczów, którzy zaprzyjaźnili się, a następnie związali więzami krwi z plemieniem Kiowa. Jest to nazwa zwykle związana z Apaczami żyjącymi na prerii. Oba plemiona, mimo formalnych związków, zachowywały swe własne obyczaje i posługiwały się odrębnym językiem.
Około stu lat temu Kiowa-Apacze zdecydowali, że należą raczej do plemienia Apaczów. Kiowa nazywali ich „koniokradami”, co nie powinno być uznawane za określenie pejoratywne, jako że w XIX wieku określenie „koniokrad” kojarzyło się u Indian Prerii ze słowem „sprytny”.
Obecnie zamieszkują okolice miejscowości Apache w stanie Oklahoma. Są znani ze swej muzyki, śpiewu i tańców i jako tacy są chętnie zapraszani na uroczyste pow-wow wielu plemion.